# Ленц, Дезидерий
Дезидерий Ленц (нем. Desiderius Lenz), урожд. Петер Ленц (нем. Peter Lenz, 12 марта 1832[…], Хайгерлох, Тюбинген — 28 января 1928[…], Бойрон) — немецкий художник, скульптор и архитектор, монах-бенедиктинец. Один из основателей и идеологов художественной Бойронской школы. Работал в области религиозного искусства.

## Жизнь и творчество
Родился в семье столяра, хозяина мастерской по изготовлению предметов мебели. В этой мастерской получил первую специальность, такую же, как и у отца. Затем изучает живопись в мюнхенской Академии художеств под руководством Макса фон Виднмана, а позднее — в классе Вильгельма фон Каульбаха. Некоторое время работает как свободный художник, пока в 1859 году не избирается профессором скульптуры в Школу прикладного искусства в Нюрнберге. Успешное творчество скульптора прерывается получением государственной стипендии Пруссии для учебной поездки в Италию. В планах художника появляются идеи по созданию нового христианского искусства, родственного раннехристианскому, имевшему свои истоки в Египте первых веков нашей эры, в коптском, позднее — в византийском.
Уже в 1866 году у него готовы наброски по возведению «идеальной церкви» (Idealkirchenplan). В 1868—1870 годах Ленц получает от княгини фон Гогенцоллерн-Зигмаринген заказ на строительство часовни св. Мавра-в-Поле (St. Maurus im Felde) близ бенедиктинского монастыря Бойрон. В этой часовне впервые воплотились творческие идеалы художника и архитектора — в его «новом искусстве». С 1872 года Петер Ленц остаётся уже навсегда при аббатстве и здесь создаются его многочисленные художественные работы, как законченные, так и в форме эскизов. В 1878 году он под именем Дезидерий постригся в монахи Бойронского монастыря. В 1891 году становится здесь старшим диаконом. Совместно со своими друзьями Габриелем Вюгером и Лукасом Штейнером, Дезидерий Ленц закладывает основы Бойронской художественной школы, определявшей в течение десятилетий дальнейшее развитие католического церковного искусства в этой части Европы.

## Избранные произведения
- Рельеф «Святое семейство», 1857 (Бойрон)
- «Пьета», скульптура, 1858/59
- Реставрация трёх станций на Крёстном пути Иисусовом (Via Dolorosa) Адама Крафта, Нюрнберг, 1859-62
- 2 примогильных памятника на нюрнбергском кладбище, 1862
- Эскизы капеллы в Коршеллене, Восточная Пруссия, 1866.
- Эскизы алтаря в церкви св. Альфонсо в Риме
- Эскизы к скульптуре «Св. семейства», 1872-74 (Кольпингхауз, Штутгарт)
- Декорации к центральному алтарю Бойронского аббатства, 1874 (Бойрон, монастырский архив)
- Художественное оформление церкви в Месскирхе, 1875

## Сочинения по теории искусства
- Zur Ästhetik der Beuroner Schule. Wien 1897; 2. Aufl. Beuron 1927.
- Ästhetik, Geometrie und kirchliche Kunst, 1914
- Der Kanon, in: Benediktinische Monatsschrift 3(1921), S. 363-77.
- Festschrift und Festgedichte zum 80. Geburtstage unseres Altreichskanzlers Otto von Bismarck. Heidenheim 1895.

## Галерея

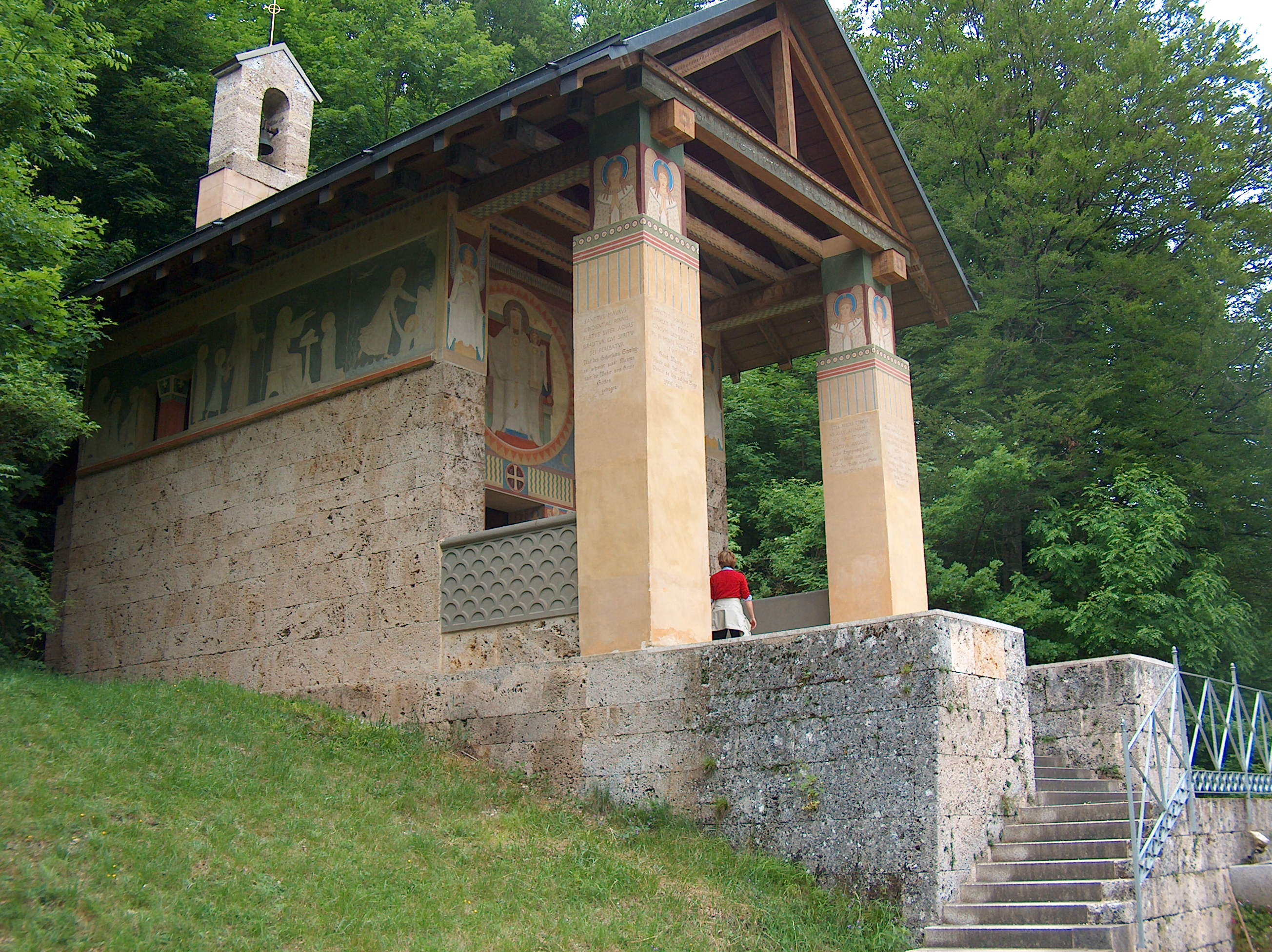
Часовня св. Мавра в Бойроне, 1868-1871
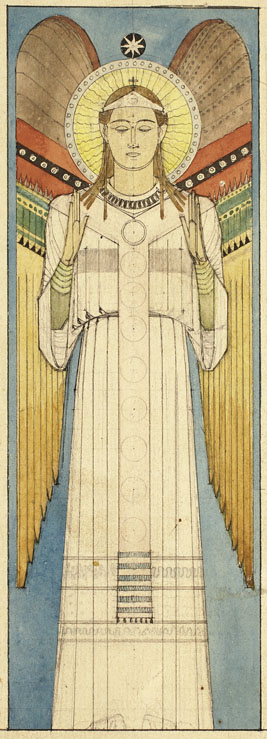
«Ангел»
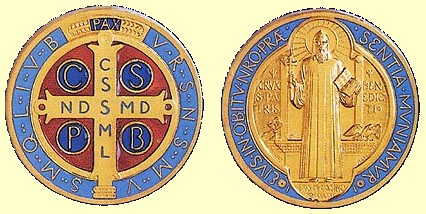
Медаль работы Дезидерия Ленца к 1400-летнему юбилею св. Бенедикта, 1880-й год
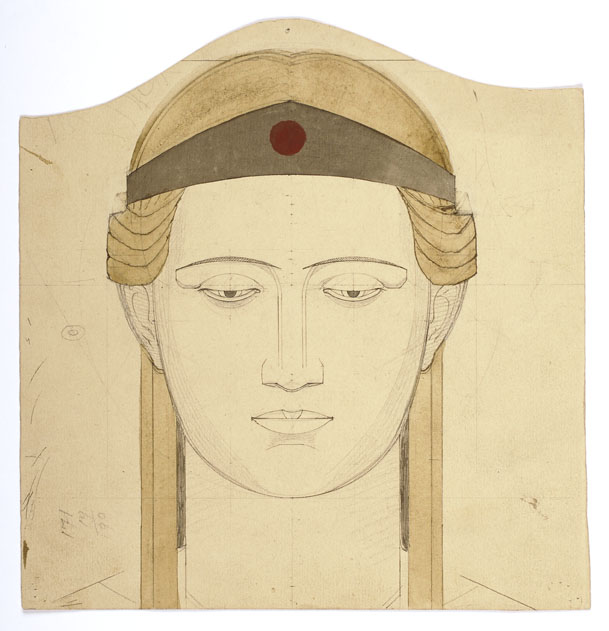
Эскиз головы ангела, 1874-й год